# 放課後保健室
《放課後保健室》（日语：放課後保健室）是水城雪可奈的漫畫作品。2008年廣播劇CD化。故事講述上半身為男性、下半身為女性的高中一年級生一条真白被引領至學校的保健室接受特別夢境課程的經歷。

## 故事簡介
高中生一条真白是個體質特異的青少年（女），原先他（她）在成長期間將自己視為男性，參加學校的劍道社團，但由於初潮來臨、敗給同校男高中生水橋蒼，選擇放棄劍道，開始正視自己的下半身是女性的事實。在某天放學後，一位穿著白衣的女性帶領他前往原本不存在地下室的學校地下樓層，發現該處設置著保健室。那位女性告訴他（她）「如果要從這個學校畢業，就必須在這接受特別課程。」，同時向他（她）說明課程規則：參加課程者必須在夢境中互相競爭取得特殊的鑰匙，唯有取得鑰匙者才能從課程畢業。
真白開始和其他參加課程者過著在每週四放學後參加特殊課程的日子，他（她）陸續認識了曾在幼年遭強姦而厭惡男性的同齡少女藤島紅葉、對紅葉有好感的少年新橋一之。中途參加課程的高傲西洋棋跳級生東雲樹與選擇成全紅葉的新橋先後取得鑰匙畢業，真白則對紅葉有好感，雙方更一度成為情侶交往，然而紅葉指出真白與她交往是出於藉此肯定自身男性層面的緣由，雙方的戀情終以分手告終。與此同時，水橋蒼開始頻繁接觸真白、產生情感，蒼的姊姊水橋藍現身夢中頻繁阻撓蒼與真白。因為意外事故造成毀容癱瘓的前模特兒蘇芳明日香從課程畢業後，文靜且對真白懷有好感的少女大原桃花開始積極和真白互動，真白和桃花在這段期間也經過兩次未出席課程的時光，但是桃花因為三次未出席課程而導致存在消失。桃花的消失、蒼的關切、紅葉的蛻變、白衣女性的提點讓真白正視自己回歸課程，他（她）在夢裡的型態也變成完整女性。
盡管蒼並非正式參與課程者，他仍然選擇自主加入課程幫助真白，後來真白不但面臨自己男女精神面的鬥爭，更意外發現學校的劍道部長黑崎晃一郎也是課程的參加者。最終，真白經由蒼與紅葉的幫助從課程脫穎而出、取得鑰匙畢業，劇中同時揭曉這個課程其實是為具備投胎資格者設置的測試。真白的男女精神面投胎為一對尚在母體的龍鳳胎姊弟，但是男性面在出生當天胎死腹中，女性面則作為僅存的胎兒誕生。在故事的最後，投胎成長為女高中生的真白和投生為男高中生的蒼再度重逢，兩者搭上同班列車前往學校。

## 角色
※「聲：」為廣播劇CD的聲優。

### 主要角色
一条真白（聲：澤城美雪）
主角。高中1年級。從出生就是上半身為男性、下半身為女性的特異身體。作為男性普通地成長，但初潮來後就不得不面對下半身是女性這個事實。由於初潮來臨以及敗給水橋 蒼而放棄劍道。直至某日因為被告知須參與指定課程才能畢業，和其他參與夢中課程的人士為求得畢業而正式踏進爭奪「鑰匙」的試煉。
在夢境中的外貌並無改變，只是穿著女性制服，使用武器是對尾端有繫繩的羽狀雙劍「男女劍」。同時擁有男與女的精神面，後期以完整女性姿態出現在夢中。最初與紅葉交往，後期向蒼告白。最終揭密保健室課程是投胎前的試煉，與男性的自我精神面相爭後，投生為女性；男性精神面則投生為其弟，卻在出生當天胎死腹中。在劇情尾聲順利投胎成長為高中生後，偶遇投生為男學生的蒼，露出放鬆的微笑。
水橋蒼（聲：小野大輔）
真白的同學，水橋藍的弟弟，與真白同為劍道社員的男學生，留著黑色過頸短髮，相貌英俊。喜歡真白。父母在年幼時離婚。母親是有名的花卉設計師‧水橋緋呂子。幼年曾因為感冒併發肺炎險喪生，後被水橋藍所救才保住性命。
本身並沒有參與課程，但後來因為看見真白逗弄狗的畫面，在夢境中化身為狗的型態幫助真白。接手了劍道社的代理社長。最終協助真白通過試煉課程後，投生為男學生，與投生為女學生的真白在街上相遇。
藤島紅葉（聲：葉月繪理乃）
真白的同學。喜歡真白。經常將頭髮綁成兩束馬尾的女學生。幼稚園時曾目睹父親對母親施暴，加上某個雨天母親未於幼稚園放學時前來迎接她，遂自行離開幼稚園返家，卻不幸於返家途中遭陌生男子強暴得逞，從此便非常厭惡男性。母親於兩年前開始在花店工作。
初期在夢境中化身為穿著紅色雨衣，手持紅雨傘攻擊男人的怪女孩。中期一度在夢中化身枯樹，後期以騎士裝扮出現夢中，並改用長劍作為近身武器。
前期與真白交往，但中後期認為真白只是想藉著和她交往而肯定自己的男性面，轉而分手告終。最終和蒼聯手協助真白通過試煉過程
水橋藍（聲：能登麻美子）
蒼的姊姊。父母離婚後與父親一起生活。白鷺女學院的學生，與蒼有著不倫關係，多次阻撓蒼與真白。
實際上本人自從與蒼分開後就再也沒有見面，而參加「保健室」課程的則是蒼產生的幻影。本人後來在現實中因蜘蛛膜下腔出血逝世。

### 其他角色
奧井美登里
為了爭取大學推薦而當優等生，實際上卻對自己所做行為反感，迷失自我定向的女學生。
在夢境中是沒有臉和胸部的少女，後由於得以感受到自我存在而畢業。是本作首位登場的畢業試煉生。
新橋一之（聲：岸尾大輔）
喜歡紅葉的男生，總是默默注視紅葉並傾聽她的煩惱。
在夢境中化身為手機，能在夢中感知紅葉的所在位置，後為了成全真白與紅葉，選擇自己帶著鑰匙畢業，真白亦為新橋的離去流下淚水。在本作劇情中為第三個通過試煉的畢業生。
東雲樹
14歲。西洋棋國際大會優勝。被稱為天才兒童，從中等部跳級。高自尊心，指使真白為他爭奪鑰匙。
在夢境中化身為紙做的長頸鹿，中途曾被紅葉修補過，是唯一知道所有課程參與者現實身份的參與者。在本作劇情中為第二個通過試煉的畢業生。
蘇芳明日香
留著波浪長髮的美女，原本是模特兒。因為車禍使臉部和腿受傷，現在用輪椅行動。
在夢境中化身為戴著面具的人魚。為了讓環境適應自己，讓夢境湧入大水並從真白身上奪走鑰匙後，游到大門畢業。在本作劇情中為第四個通過試煉的畢業生。
大原桃花
真白的同學，總是扮演傾聽者角色的女學生。個性溫和內向，擅長手工藝。雖然有朋友，但卻和她們有著疏離感。對真白有好感，也是少數知道真白女性精神面的人，在真白沒有參加課程的期間，給予其精神方面的支持，真白亦對其付出相當感激。
在夢境中化身為手臂。最後因為連續三次沒參加課程而消失，消失前親手為真白縫製了一套制服裙裝。桃花消失後，真白取走其縫製的裙裝，並於後期改穿此裝登場。
海老澤
真白的同學。喜歡散佈不實的謠言，在現實中很沒有存在感。
在夢境中變成寄生他人的人面瘤。
黑崎晃一郎（聲：野島裕史）
劍道部的部長。父親是大企業的社長，母親在醫院病逝。
在夢境中穿戴鎧甲。使用一把巨劍。
白衣護士
主持夢境課程的關鍵人物，當某位對象到了可以參加修練課程的時候，就會主動通知該名對方參與夢境課程，並且會在試煉參與者缺席達到一定次數時通知對方。

## 「保健室」
於每週四放學後進行課程。在「夢」裡接受自己的「特別授課」，如果能完成自己的課題的話便能「畢業」。
在夢中，每個人都會配戴3個玉石的項鍊，如果受到衝擊的話，玉石就會破碎，當3個玉石都破碎時，這週的課程就結束，參加課程的對象也會離開夢境。要「畢業」必須要拿到「鑰匙」，而那個鑰匙就藏在學生的身體中。每次課程都只有一把鑰匙，每個人為了畢業互相爭奪。
每個人在夢中的型態各有差別，但多半是反映自己性格與過去經歷，造就自己在夢中的模樣。此外，若是後來領悟到一些特別的感想，心情受到某些事物改變，或著改變自己的態度，那麼試驗者在夢中的姿態也會隨之改變。偶爾，也會有沒參與課程的其他人在夢中出現的情況。
在夢裡發生的任何糾紛，不可以帶到現實裡，也不能試著追查其他夢中試煉者的現實身分，但若是其他試煉者主動對彼此透露各自的身分，則不在此限。雖然參與者因故無法出席或想暫時從課程休息時可選擇不出席課程，但若是連續3次缺席的話，就會喪失資格無法畢業並從此消失。畢業的人和失格的人都會從大家的記憶中消失。
取得鑰匙的人，就會拿著鑰匙走到一扇特殊大門前，用鑰匙打開並踏入門裡，代表正式畢業，之後就會墜落到一個深廣的次元裡。漫畫最終話揭露保健室為投胎前的試練，畢業的對象將會以自己的真實形象投胎並生成該副模樣。
其實在原本那個世界的人都還沒有出生也未死亡，當學生們到達了ㄧ定條件就會接受「課程」，通過課程後他們就會投胎到新的世界。

## 出版書籍
| 卷數 | 秋田書店       | 秋田書店               | 東立出版社     | 東立出版社             |
| 卷數 | 發售日期       | ISBN                   | 發售日期       | ISBN                   |
| ---- | -------------- | ---------------------- | -------------- | ---------------------- |
| 1    | 2005年1月20日  | ISBN 4-25-319441-9     | 2005年11月9日  | ISBN 986-11-7411-7     |
| 2    | 2005年6月15日  | ISBN 4-25-319442-6     | 2005年11月9日  | ISBN 986-11-7412-5     |
| 3    | 2005年10月15日 | ISBN 4-25-319443-3     | 2006年3月10日  | ISBN 986-11-7621-7     |
| 4    | 2006年2月15日  | ISBN 4-25-319444-0     | 2006年4月27日  | ISBN 986-11-8200-4     |
| 5    | 2006年7月15日  | ISBN 4-25-319445-7     | 2006年10月9日  | ISBN 986-11-8783-9     |
| 6    | 2006年12月15日 | ISBN 4-25-319446-X     | 2007年3月29日  | ISBN 978-986-11-9331-1 |
| 7    | 2007年4月15日  | ISBN 978-4-25-319447-1 | 2007年7月3日   | ISBN 978-986-11-9816-3 |
| 8    | 2007年7月15日  | ISBN 978-4-25-319448-8 | 2007年10月30日 | ISBN 978-986-10-0355-9 |
| 9    | 2007年11月15日 | ISBN 978-4-25-319449-5 | 2008年3月18日  | ISBN 978-986-10-0856-1 |
| 10   | 2008年1月16日  | ISBN 978-4-25-319450-1 | 2008年6月30日  | ISBN 978-986-10-1349-7 |

文庫版
| 卷數 | 秋田書店       | 秋田書店               |
| 卷數 | 發售日期       | ISBN                   |
| ---- | -------------- | ---------------------- |
| 1    | 2012年1月4日   | ISBN 978-4-25-318092-4 |
| 2    | 2012年1月4日   | ISBN 978-4-25-318093-1 |
| 3    | 2012年4月10日  | ISBN 978-4-25-318094-8 |
| 4    | 2012年7月10日  | ISBN 978-4-25-318095-5 |
| 5    | 2012年10月10日 | ISBN 978-4-25-318096-2 |

## 外部連結
- （日語）秋田書店官方網站
- （日語）月刊Princess官方網站
- （日語）水城雪可奈官方網站
- （日語）作者訪談